# Chaum
Chaum ist eine französische Gemeinde mit 197 Einwohnern (Stand: 1. Januar 2022) im Département Haute-Garonne in der Region Okzitanien. Sie gehört zum Arrondissement Saint-Gaudens und zum Kanton Bagnères-de-Luchon.

## Geografie
Chaum befindet sich in einer bewaldeten Landschaft der Pyrenäen. Im Westen und im Süden bildet die Garonne die Gemeindegrenzen. Nachbargemeinden sind Fronsac im Norden, Moncaup (Berührungspunkt) im Nordosten, Bezins-Garraux im Osten, Eup und Saint-Béat-Lez im Südosten, Marignac im Süden, Cierp-Gaud im Südwesten und Esténos im Westen.

## Bevölkerungsentwicklung
| Jahr                      | 1962 | 1968 | 1975 | 1982 | 1990 | 1999 | 2008 | 2017 | 2019 |
| ------------------------- | ---- | ---- | ---- | ---- | ---- | ---- | ---- | ---- | ---- |
| Einwohner                 | 220  | 255  | 247  | 212  | 198  | 193  | 209  | 189  | 195  |
| Quelle: Cassini und INSEE |      |      |      |      |      |      |      |      |      |

## Sehenswürdigkeiten

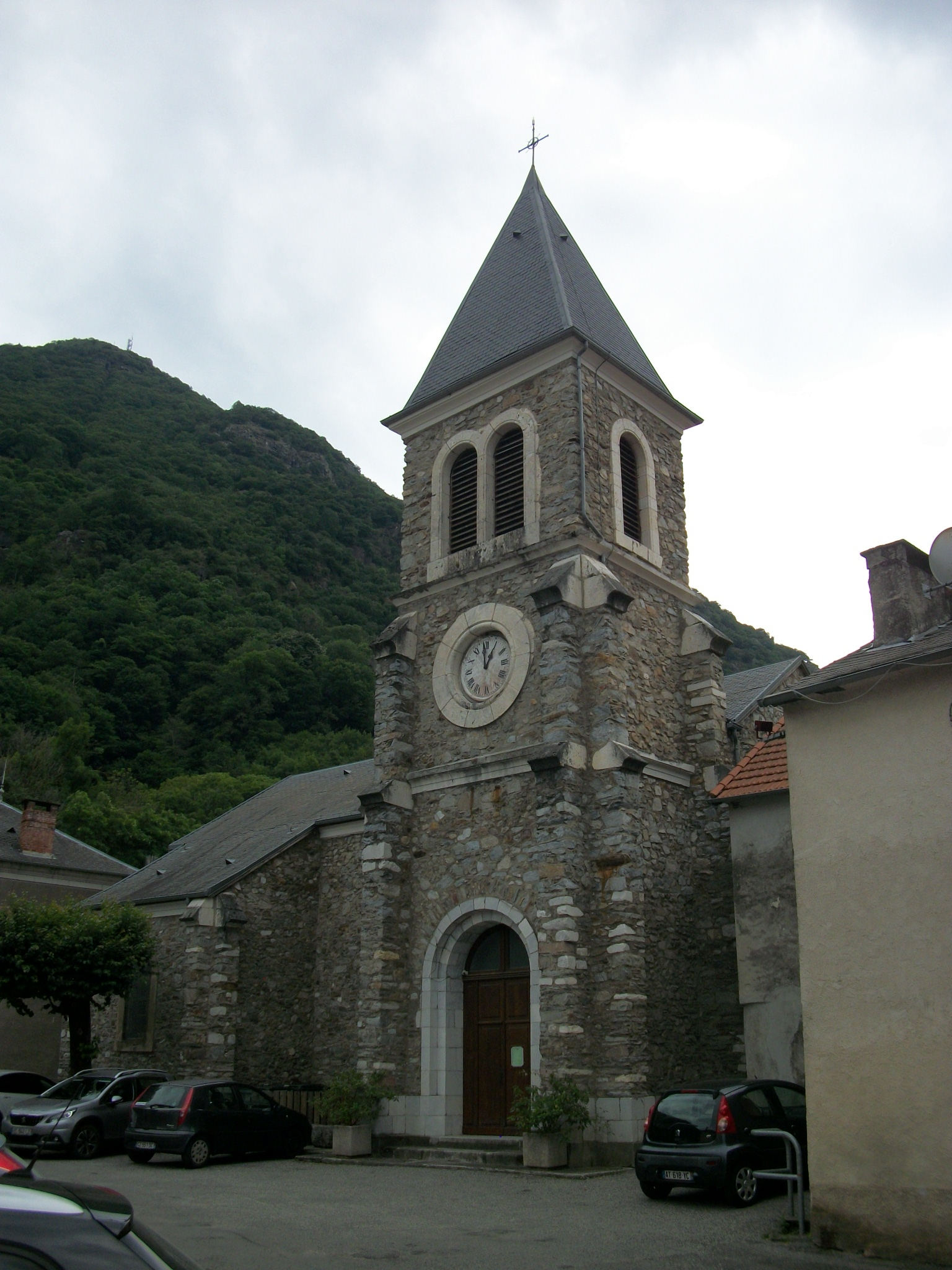
Kirche Saint-Jacques

- Kirche Saint-Jacques